# Анненфельд (Азербайджан)

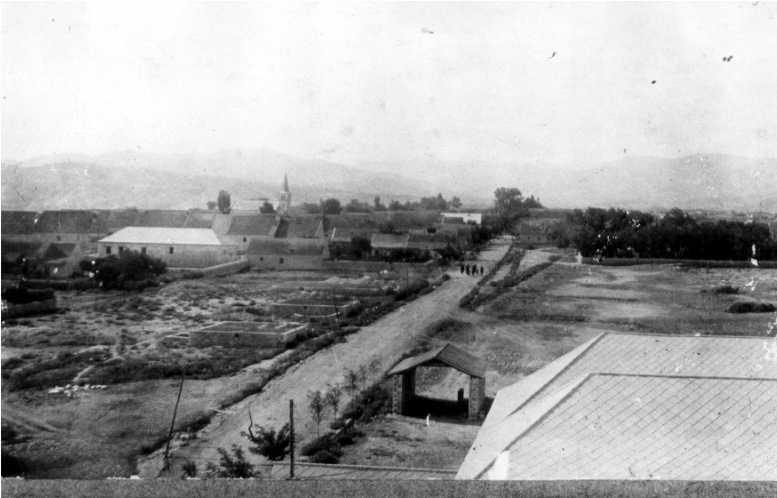
Общий вид на Анненфельд

Анненфельд (нем. Annenfeld), или Аннино — немецкое поселение в Закавказье, основанное в 1818 году на месте города Шамкир. В настоящее время город Шамкир в Азербайджане.

## История
Евангелическое село Анненфельд было основано в 1818 году на месте средневекового города Шамкир. До 1917 года находилось в составе Елисаветпольской губернии, Елисаветпольского уезда, Анненфельдской (Аннинской) волости. Было расположено в 35 км к северо-западу от Елисаветполя. Был назван в честь великой княгини Анны Павловны. Основали поселение 67 семей из Вюртемберга. В 1826 году было разорено персами. В связи с сильной лихорадкой, в результате которой в 1818-31 родились 185 человек, а умерли — 479, к 1831 году жители были переселены в другие колонии, однако в 1836 году из-за безземелья вернулись. Решение о возвращении жителей, принятое комитетом министров, было утверждено 4 августа 1842 года Николаем I. В 1873 году село переселено в долину, на 8 верст к северу. В селе имелась также школа. По постановлению губернских властей от 9 февраля 1916 г., ввиду войны России с Германией, было принято решение переименовать селение в Аннино.
В советский период село было расположено в составе Шамхорского района Азербайджанской ССР, а само поселение с 1924 года именовалось Шамхор. В 1935 году 600 немецких жителей Анненфельда и села Еленендорф были выселены в Карелию за «шпионаж». С 1939 года — поселок городского типа. С 15 по 20 октября 1941 года немецкие жители села были депортированы в Казахстан.

## Церковь
Евангелические приходы Еленендорф и Анненфельд/Анненфельд-Георгсфельд (с 1885). В 1909 году была построена церковь.

## Хозяйство
В 1820 году насчитывалось 3185 десятин земли. Было развито виноградарство, садоводство. В 1905 году было основано винодельческое товарищество «Согласие», которое в 1907 году открыло ликеро-водочный завод. В 1913 году был основан потребительский кооператив. В поселении был колхоз имени К. Цеткин.

## Население
| 1818 | 1836 | 1843 | 1859 | 1869 | 1886             | 1897             | 1907 | 1913 | 1918 | 1921 | 1923              | 1926               |
| ---- | ---- | ---- | ---- | ---- | ---------------- | ---------------- | ---- | ---- | ---- | ---- | ----------------- | ------------------ |
| 277  | 185  | 183  | 193  | 199  | 492 (437 немцев) | 860 (665 немцев) | 751  | 780  | 875  | 956  | 1189 (969 немцев) | 2166 (1208 немцев) |